# Olxanka (Saràtov)
|  | Per a altres significats, vegeu «Olxanka». |

Olxanka (en rus: Ольшанка) és un poble de l'óblast de Saràtov, a Rússia, segons el cens del 2010 tenia 855 habitants. Pertany al districte municipal d'Arkadak.